# Grundwasserstockwerk

Längsschnitt durch ein Grundwassersystem. Hellblau: Oberflächengewässer, dunkelblau: Wassererfüllter Grundwasserleiter, olivgrün: Wasserungesättigter Grundwasserleiter, dunkelbraun: Grundwassernichtleiter. Zentral im Bild befinden sich drei Grundwasserstockwerke. Das erste (d. h. das oberste) ist ein schwebendes Grundwasserstockwerk. Das unterste der Stockwerke zählt als nur ein Stockwerk, da die grundwasserführende Schicht nicht vollständig durch einen Grundwassernichtleiter durchtrennt ist.

Als Grundwasserstockwerk (englisch groundwater storey) bezeichnet man in der Hydrogeologie eine grundwasserführende Schicht, die über oder unter weiteren grundwasserführenden Schichten liegt und von diesen durch undurchlässige oder sehr schlecht durchlässige Gesteinsschichten abgetrennt ist.
Verschiedene Grundwasserstockwerke verhalten sich oftmals hydraulisch unterschiedlich. Der Übersicht halber werden Grundwasserstockwerke entsprechend ihrer vertikalen Anordnung von oben nach unten durchnummeriert. Das Grundwasserstockwerk am nächsten zur Erdoberfläche ist somit das erste Grundwasserstockwerk, dasjenige direkt unter dem ersten Grundwasserstockwerk ist das zweite Grundwasserstockwerk und so fort.
Fließt Grundwasser von einem Grundwasserstockwerk in ein anderes Grundwasserstockwerk, so spricht man von Grundwasserübertritt. Ein Spezialfall eines Grundwasserübertrittes ist die sogenannte Leckage (nach DIN 4049-3), für die häufig auch der englische Begriff der Leakage verwendet wird. Als Leckage wird ein großflächiger Grundwasserübertritt durch einen Grundwasserhemmer hindurch bezeichnet.
Sonderfall von Grundwasserstockwerken sind die sogenannten schwebenden Grundwasserstockwerke. Sie entstehen über lokal begrenzten Grundwassernichtleitern und sind somit nur von geringer räumlicher Ausdehnung. So kann es vorkommen, dass sie nur nach starken Regenfällen Wasser führen. Hydrogeologische Begriffe bezüglich schwebenden Grundwasserleitern werden mit dem Präfix schwebend- versehen. So spricht man von "schwebendem Grundwasser", "schwebendem Grundwasserleiter" etc. Zur klareren Abgrenzung vom schwebenden Grundwasserleiter wird der tiefer liegende, nicht schwebende Grundwasserleiter dann auch als Hauptgrundwasserleiter bezeichnet.